# نيكولو فونتانا تارتاغليا
نيكولو فونتانا تارتاليا (بالإيطالية: Niccolò Fontana Tartaglia)‏ هو عالم رياضيات إيطالي ومهندس.

## حل المعادلات التكعيبية
قد يكون السبب الأساسي لشهرة تارتاغليا حاليا هو خلافه مع جيرولامو كاردانو. وعد كاردانو تارتاغليا أنه لن ينشر حله للمعادلات التكعيبية.

## وصلات خارجية
- نيكولو فونتانا تارتاغليا على موقع الموسوعة البريطانية (الإنجليزية)
- نيكولو فونتانا تارتاغليا على موقع إن إن دي بي (الإنجليزية)